# Râul Valea Cireșului, Ploștina
Râul Valea Cireșului este un curs de apă, afluent al râului Ploștina. 